# Neath F.C.
Neath F.C. (wal. Clwb Pêl-droed Castell Nedd) – walijski klub piłkarski, mający siedzibę w mieście Neath, do sezonu 2011/12 występujący w Welsh Premier League.
Powstał w 2005 roku w wyniku fuzji klubów BP Llandarcy FC i Skewen Athletic, jako Neath Athetic AFC. Pierwsze dwa sezony spędził w walijskiej drugiej lidze (Welsh Division One), którą wygrał w sezonie 2006/07, uzyskując tym samym awans do Welsh Premier League. W 2008 roku wraz z przeprowadzką na nowy stadion The Gnoll zdecydowano się zmienić nazwę klubu na obecną, Neath F.C.
Przez kilka kolejnych sezonów utrzymywał się on w Welsh Premier League, aby w sezonie 2010/2011 zdobyć trzecie miejsce w tych rozgrywkach. Pozwoliło to piłkarzom Neath FC zadebiutować w następnym sezonie w europejskich pucharach. Nie był to jednak udany debiut. W I rundzie kwalifikacyjnej Ligi Europy 2011/12 klub poniósł dwie porażki, 0:2 i 1:4 z norweskim Aalesunds FK i odpadł z dalszych rozgrywek.
W następnym sezonie klub popadł w duże problemy finansowe, których skutkiem było wykluczenie go z Welsh Premier League.

## Europejskie puchary
Legenda do wszystkich tabel:
- Q – runda eliminacyjna, 1/16, 1/8, 1/4, 1/2 – odpowiednia faza rozgrywek, Grupa – runda grupowa, 1r gr – pierwsza runda grupowa, 2r gr – druga runda grupowa, F – finał, R – runda, PO – play-off
- k. – rzuty karne, los. – losowanie, Dogr. – dogrywka, w. – zasada bramek strzelonych na wyjeździe

| Sezon   | Rozgrywki   | Runda | Przeciwnik | Dom | Wyjazd | Ogólnie |
| ------- | ----------- | ----- | ---------- | --- | ------ | ------- |
| 2011/12 | Liga Europy | 1Q    | Aalesund   | 0–2 | 1–4    | 1–6     |